# Uitgeest

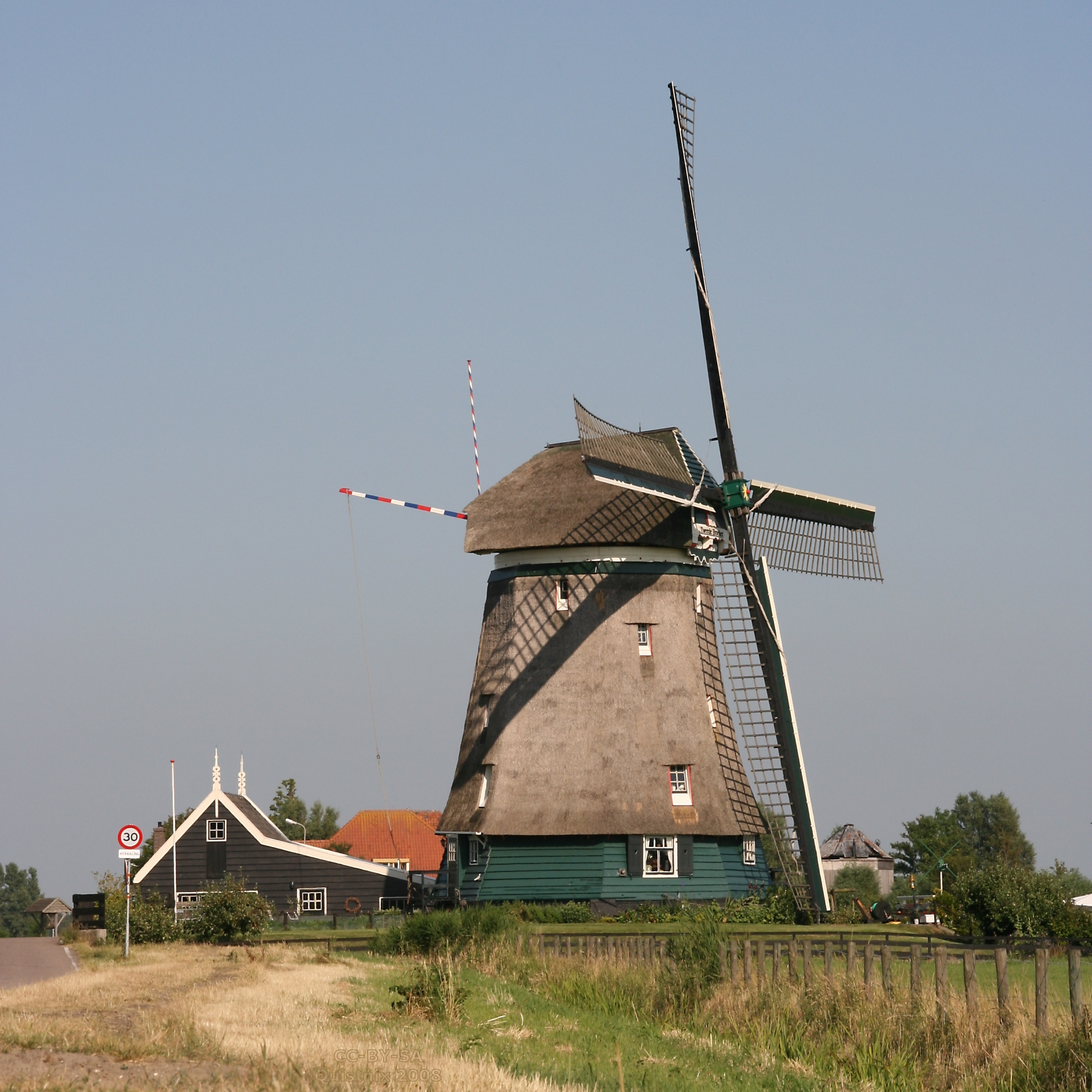
Väderkvarn i Uitgeest.

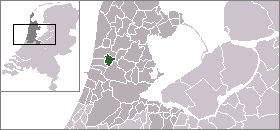
Uitgeests läge

Uitgeest är en kommun i provinsen Noord-Holland i Nederländerna. Kommunens totala area är 22,31 km² (där 3,13 km² är vatten) och invånarantalet är på 11 783 invånare (2004).